# 施泰因湖 (巴伐利亞)
48°1′19″N 11°51′43″E / 48.02194°N 11.86194°E

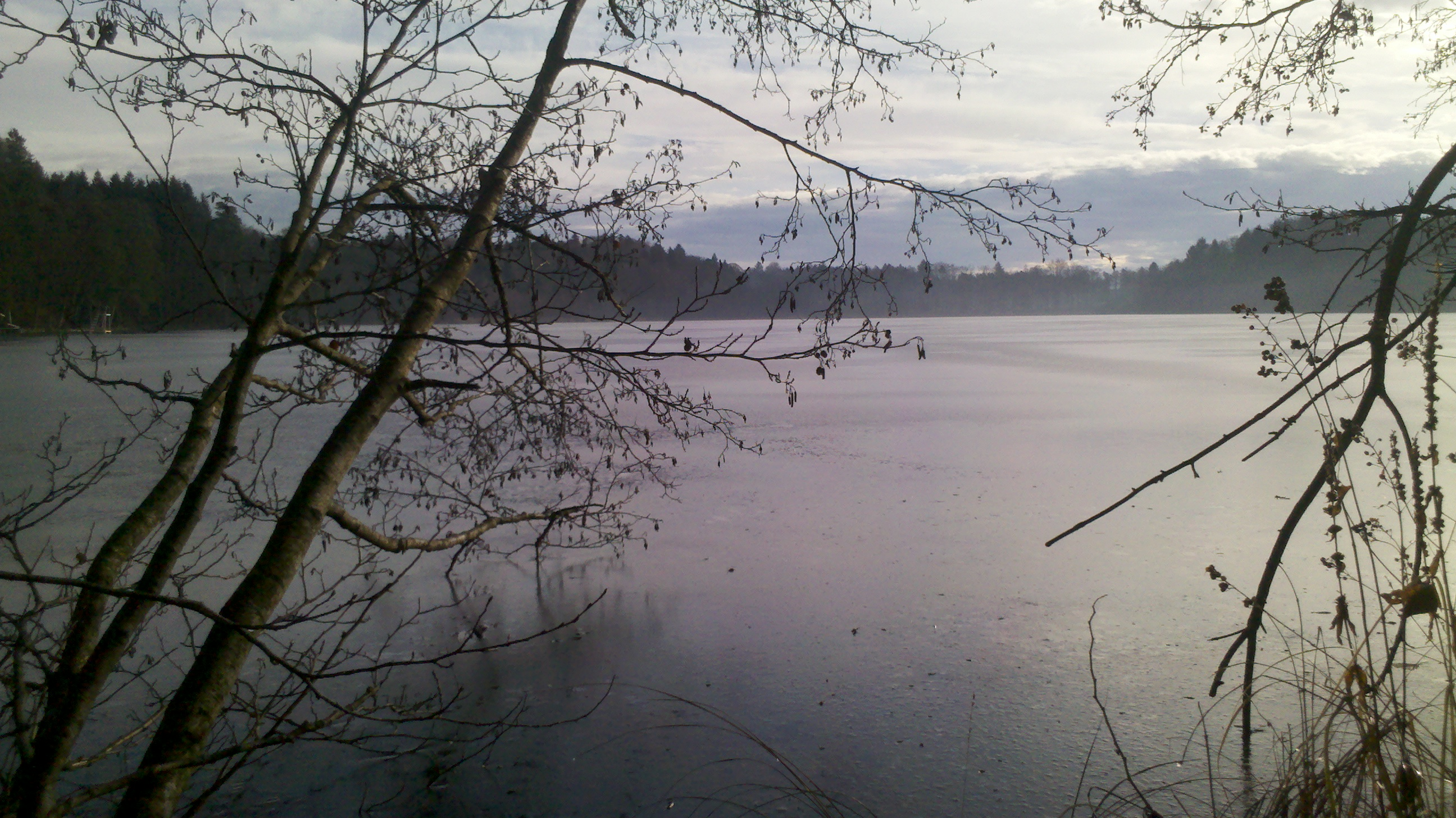

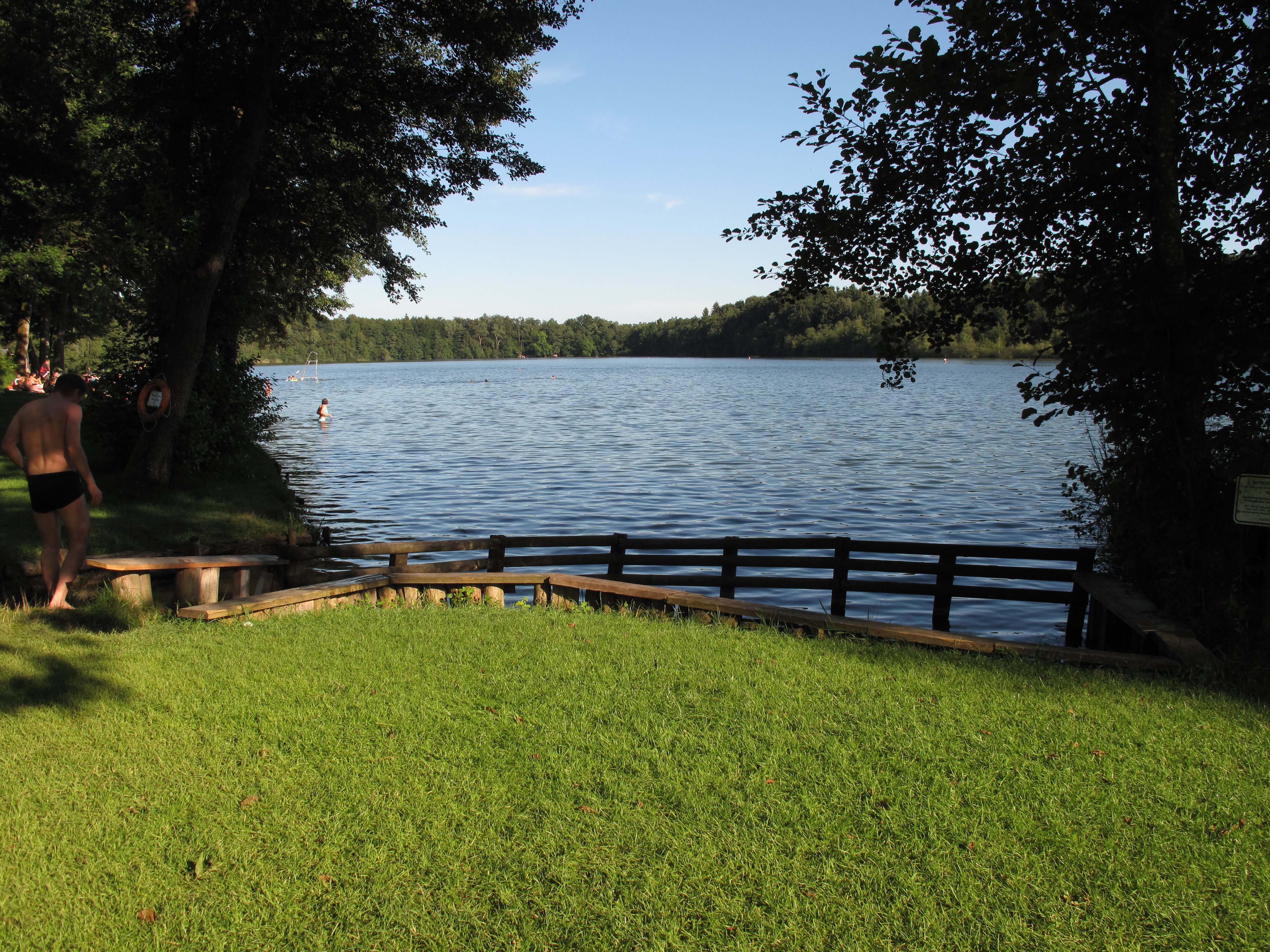

施泰因湖（德語：Steinsee），是德國的湖泊，湖泊，位於該國東南部，由巴伐利亞州負責管轄，處於慕尼黑以東約23公里，長0.8公里、寬0.3公里，面積0.21平方公里，海拔高度577米，最大水深11米。